# Craugastor mimus
Craugastor mimus är en groddjursart som först beskrevs av Taylor 1955.  Craugastor mimus ingår i släktet Craugastor och familjen Craugastoridae. IUCN kategoriserar arten globalt som livskraftig. Inga underarter finns listade i Catalogue of Life.